# Bhimkhori
Bhimkhori (en népalais : भिमखोरी) est un comité de développement villageois du Népal situé dans le district de Kavrepalanchok. Au recensement de 2011, il comptait 5 524 habitants.